# 张佩珍
张佩珍（1890年－1968年），民国时期上海滩纸业巨擘，曾任上海纸业公会会长。浙江镇海县人。

## 生平
生于大清宁波府镇海县河湾。早年在庄市崇正书院就读，现属于镇海中学。1896年赴上海，在德商美最时洋行实习。数年后担任该德商洋行纸张部的主管。1920年，在上海创立张佩珍纸行。1930年，在上海创立海洲贸易公司，主营进出口贸易，任董事长兼总经理。在造纸业、纸张国际贸易上执牛耳，而被先后推举为上海市纸业同业公会（简称“纸业公会”）常务理事、纸业公会会长。也被选为上海市商会监事、委员。又投资制药业，任上海集成药房董事。
张热衷慈善教育事业，在镇海县创立同义医院，任董事。1952年后，寓居苏州，于1968年在上海辞世，享年78岁。子张明为同为上海纸业巨头，有“纸头大王”之称。张是民国航运巨头顾宗瑞次子顾国华的岳丈，而顾的女儿顾丽真是香港首任特首董建华之母。